# Nathan Kahan
Nathan Kahan (Antwerpen, 12 februari 1971) is een voormalige Belgische middellangeafstandsloper, die gespecialiseerd was in de 800 m. Hij werd viermaal Belgisch kampioen in deze discipline. Ook vertegenwoordigde hij België bij enkele grote internationale wedstrijden, zoals de Olympische Spelen en de wereldkampioenschappen, maar won hierbij geen medaille.

## Loopbaan
Zijn eerste succes boekte Kahan in 1993 met het winnen van de Belgische seniorentitel op de 800 m. In datzelfde jaar nam hij deel aan de wereldkampioenschappen in Stuttgart. Hij drong hierbij door tot de halve finale, maar werd daar uitgeschakeld met een tijd van 1.45,75. In 2000 maakte hij zijn olympische debuut op de Olympische Spelen van Sydney. Hierbij werd hij in de series van de 800 m uitgeschakeld met een tijd van 1.47,69. In 2004 zette hij een punt achter zijn topsportcarrière.
In zijn actieve tijd was Nathan Kahan aangesloten bij "ABES, Atletiek Belgica Edegem Sport" en "AC Duffel". Hij werd getraind door zijn vader Jozef Kahan.
Tijdens zijn atletiekcarrière behaalde Nathan een licentiaatsdiploma klinische psychologie. Tegenwoordig geeft hij mentaal advies aan topsporters. Ook is hij docent aan de Vlaamse Trainersschool, atletiektrainer in Edegem. Voorts is hij host van zijn podcast "Sport en Performance Psychologie". Hij heeft twee dochters.

## Belgische kampioenschappen
Outdoor
| Onderdeel | jaar                   |
| --------- | ---------------------- |
| 800 m     | 1993, 1996, 1998, 2000 |

## Persoonlijke records
Outdoor
| Onderdeel | Prestatie | Datum            | Plaats  |
| --------- | --------- | ---------------- | ------- |
| 400 m     | 47,47 s   | 12 juni 1993     |         |
| 600 m     | 1.19,61   | 2 september 2003 | Luik    |
| 800 m     | 1.44,87   | 22 augustus 1997 | Brussel |

Indoor
| Onderdeel | Prestatie | Datum           | Plaats    |
| --------- | --------- | --------------- | --------- |
| 800 m     | 1.47,93   | 25 januari 1998 | Karlsruhe |

## Palmares

### 800 m
- 1993:  BK AC - 1.47,22
- 1993: 4e in ½ fin. WK - 1.45,75
- 1994:  BK indoor AC - 1.50,58
- 1996:  BK AC - 1.49,88
- 1997: 6e in ¼ fin. WK - 1.48,66
- 1998:  BK AC - 1.47,07
- 1998: 3e in series EK indoor - 1.50,70
- 1998: 7e in ½ fin. EK - 1.48,39
- 2000:  BK AC - 1.49,60
- 2000: 6e in series OS - 1.47,69